# Llyfr Du Caerfyrddin

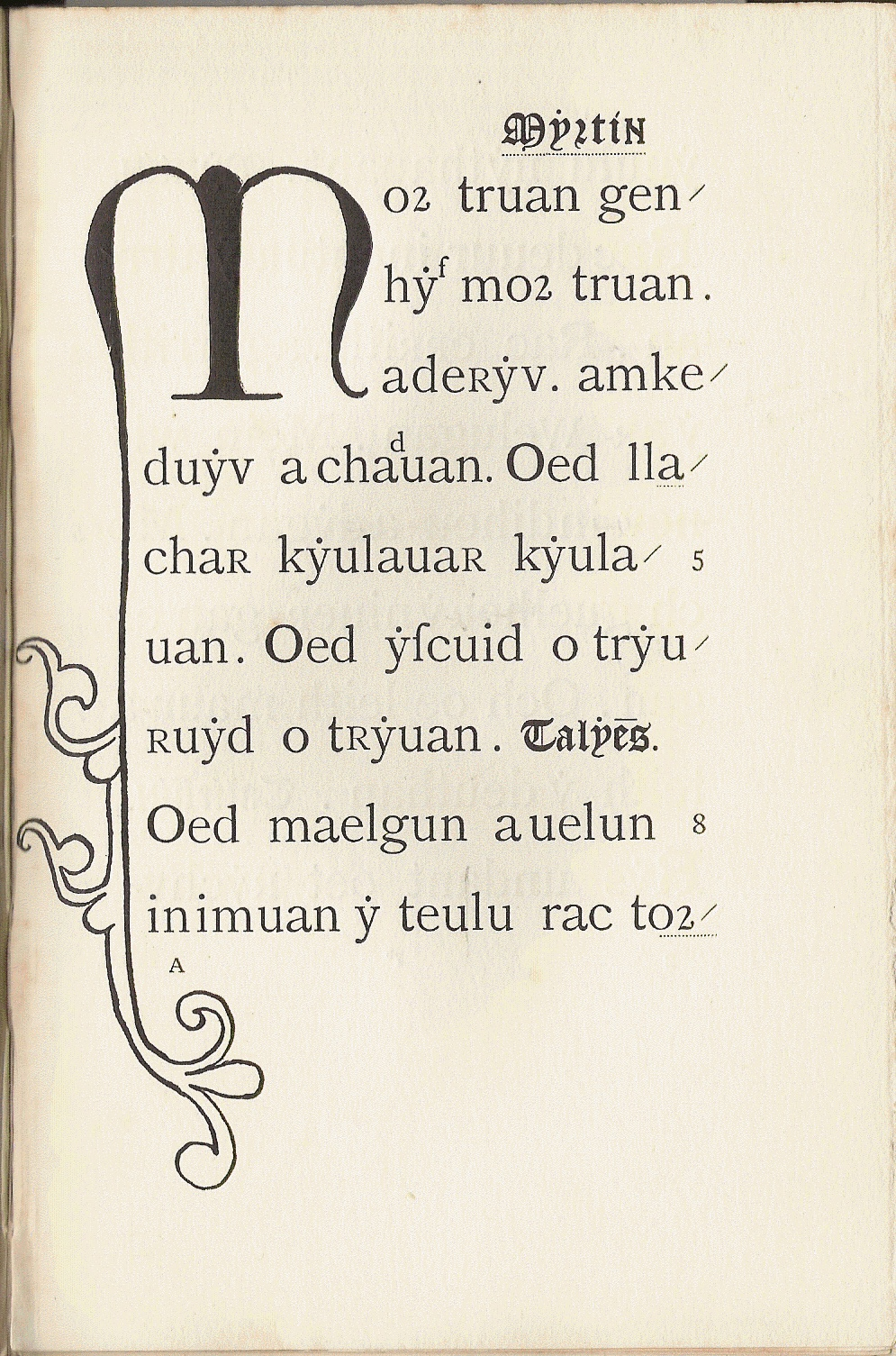
První strana z vydání z roku 1907

Llyfr Du Caerfyrddin (anglicky Black Book of Carmarthen, tedy Černá kniha z Carmarthenu) je pravděpodobně nejstarší velšský rukopis napsaný pouze ve velšském jazyce. Pochází přibližně z roku 1250 a jeho vznik je spojován s převorstvím svatých Jana Evangelisty a Teulyddoga v obci Carmarthen. V současné době je součástí sbírek Velšské národní knihovny, kde je zařazen pod katalogovým číslem NLW Peniarth MS 1. Kniha obsahuje sbírku básní různých kategorií. Jsou zde básně s náboženskými motivy a také ódy chvály a smutku.